# Georges Humbert (1870-1936)
Ne pas confondre avec le mathématicien Georges Humbert (1859-1921).
Pour les articles homonymes, voir Humbert.
Georges Humbert, né le 10 août 1870 à Sainte-Croix en Suisse, dans le canton de Vaud, et mort le 1er janvier 1936 à Neuchâtel en Suisse, est un organiste, professeur de musique et musicographe suisse.

## Biographie
Georges Humbert naît le 10 août 1870 à Sainte-Croix.
Il fait ses humanités à Genève, tout en apprenant les éléments de l'art musical. Il est formé aux Conservatoires de Bruxelles et de Leipzig, ainsi qu'à la Hochschule de Berlin.
De 1892 à 1912, il est professeur d'histoire de la musique au Conservatoire de Genève. Georges Humbert est organiste à Notre-Dame à Genève, en 1892-1896.
Il est l'un des fondateurs, en 1893, de la Gazette musicale de la Suisse romande et le traducteur, en français, du Dictionnaire de musique de Hugo Riemann.
Georges Humbert meurt le 1er janvier 1936 à Neuchâtel.

## Publications
- Dictionnaire de musique (traduction en français de l'ouvrage de Hugo Riemann)
  - Dictionnaire de musique, 1900 (lire en ligne)
  - Dictionnaire de musique, Deuxième édition française, 1913 (lire en ligne)
- Notes pour servir à l'étude de l'histoire de la musique, 1904 (lire en ligne)